# Героини
„Героини“ е сборник на Овидий от 15 съставени в латински епистоларни стихотворения, елегични куплети, изглеждащи написани от селекция от потърпевши героини от римската и гръцката митология към техните героични любовници, които по някакъв начин са ги малтретирали, пренебрегнали или изоставяли.

## Иновативност
„ Heroides“ дълго време са били държани без особено внимание от литературоведите , но - подобно на други произведения на Овидий - са били преоценени по-положително в края на 20-ти век. 
Претенцията, че това е едно от най-влиятелните произведения на Овидий, а моментът на написването му е допринесъл значително за тяхната мистичност, както и за отзвука, който те са произвели в писанията на по-късните поколения, се приписва директно на самия Овидий. В третата книга на своето "Изкуство на любовта" (Ars Amatoria), той твърди, че при написването на тези измислени епистоларни стихотворения от името на известни героини, а не на разказвач, той създава изцяло нов литературен жанр. Препоръчвайки части от своето поетическо произведение, като подходящ материал за четене, на предполагаемата си аудитория от римски жени, Овидий пише за него: „Или нека едно послание да се изпее от вас с упражнен глас: неизвестен на другите, той (Овидий) създава този вид композиция".
В научните среди има разногласие дали този начин на писане е изцяло идея на Овидий. Например EJ Kenney отбелязва, че „ novavit е двусмислен: или „измислен“ или „обновен“, хитро прикривайки, без изрично отхвърляне от O(видий), на дълга му към "Аретуза" на Проперций (4.3) за първоначалната идея."  Въпреки различните тълкувания на творчеството на Проперций, консенсусът, плод на задълбочено изследване на изключително новаторска за онова време поетична форма, е в полза на Овидий, като неин основател.